# Станоев, Юг
Юг Станоев (серб. Југ Станојев; род. 29 июля 1999, Нови-Сад) — сербский футболист, вингер казахстанского клуба «Кайрат».

## Клубная карьера
Станоев — воспитанник клубов «Войводина» и «Црвена звезда». В 2017 году он начал выступать за дублирующий состав последних. Летом 2020 года Станоев перешёл в ТСЦ. 9 августа в матче против «Златибора» он дебютировал в сербской Суперлиге. 17 декабря в поединке против «Инджии» Юг забил свой первый гол за ТСЦ. Летом 2023 года Станоев подписал контракт с «Спартаком» из Суботицы. 29 июля в матче против ИМТ он дебютировал за новую команду. 24 ноября в поединке против ИМТ Юг забил свой первый гол за «Спартак».

## Достижения
«Кайрат»
- Чемпион Казахстана: 2024